# كيفين دياز (لاعب كرة قدم)
كيفين دياز (بالفرنسية: Kévin Diaz)‏ هو لاعب كرة قدم فرنسي في مركز الهجوم، ولد في 11 أبريل 1983 في سان مور ديه فوسيه في فرنسا. لعب مع إف سي آيندهوفن وفورتونا سيتارد ونادي كامبور.

## وصلات خارجية
- كيفين دياز على موقع قاعدة بيانات كرة القدم.إي يو (الإنجليزية)
- كيفين دياز على موقع Soccerway.com (الإنجليزية)